# Elvir Hadžić
Elvir Hadžić (Cazin, 1999. január 18. –) osztrák–bosnyák labdarúgó, jelenleg az osztrák Bad Wimsbach játékosa.

## Pályafutása
Az SV Ried korosztályos csapataiban nevelkedett, majd 2017 telén igazolt a magyar Videoton akadémiájára, négy és fél éves szerződést írt alá. 2018. április 18-án mutatkozott be az élvonalban a Mezőkövesd ellen, a 86. percben Pátkai Máté cseréjeként.
2019. augusztus 29-én az osztrák másodosztályban szereplő Dornbirnhez igazolt.
2020. július 5-én alaáírt a Hertha Wels csapatához.
2021 nyarán az FC Wels csapatához szerződött.
2023 júliusában a Bad Wimsbach csapatához igazolt.

## Magánélete
Testvére, Anel Hadžić szintén labdarúgó, aki a 2014-es labdarúgó-világbajnokságon a bosnyák válogatottat képviselte. Unokatestvérük, Damir Hadžić szintén profi labdarúgó.

## Statisztika
2018. július 19-i állapotnak megfelelően.
| Klub             | Szezon           | Bajnokság | Bajnokság | Kupa  | Kupa  | Nemzetközi | Nemzetközi | Összesen | Összesen |
| Klub             | Szezon           | Mérk.     | Gólok     | Mérk. | Gólok | Mérk.      | Gólok      | Mérk.    | Gólok    |
| ---------------- | ---------------- | --------- | --------- | ----- | ----- | ---------- | ---------- | -------- | -------- |
| MOL Vidi         | 2017–18          | 3         | 0         | 0     | 0     | 0          | 0          | 3        | 0        |
| MOL Vidi         | 2018–19          | 0         | 0         | 0     | 0     | 0          | 0          | 0        | 0        |
| MOL Vidi         | Összesen         | 3         | 0         | 0     | 0     | 0          | 0          | 3        | 0        |
| Karrier összesen | Karrier összesen | 3         | 0         | 0     | 0     | 0          | 0          | 3        | 0        |

## Sikerei, díjai
- Videoton
  - Magyar bajnok: 2017–18